# District de Nitra
Le district de Nitra est l’un des 79 districts de Slovaquie, situé dans la région de Nitra. Il est constitué de 62 communes (dont deux villes) et avait 160 241 habitants au 31 décembre 2014.

## Démographie

### Évolution de la population
| Année:               | 1994.   | 2004.   | 2014.   | 2024.   |
| -------------------- | ------- | ------- | ------- | ------- |
| Nombre de personnes: | 162 491 | 163 764 | 160 241 | 164 577 |
| Différence:          |         | +0,78 % | -2,15 % | +2,70 % |

| Année:               | 2023.   | 2024.   |
| -------------------- | ------- | ------- |
| Nombre de personnes: | 164 820 | 164 577 |
| Différence:          |         | -0,14 % |

## Liste des communes
Les villes sont indiquées en gras.
| Commune                | Population (2014) | Superficie (km2) |
| ---------------------- | ----------------- | ---------------- |
| Alekšince              | 1 682             | 15,07            |
| Báb                    | 1 093             | 20,09            |
| Babindol               | 727               | 5,41             |
| Bádice                 | 320               | 4,11             |
| Branč                  | 2 202             | 13,81            |
| Cabaj-Čápor            | 4 042             | 34,42            |
| Čab                    | 779               | 8,15             |
| Čakajovce              | 1 145             | 5,78             |
| Čechynce               | 1 102             | 5,86             |
| Čeľadice               | 930               | 10,47            |
| Čifáre                 | 616               | 15,34            |
| Dolné Lefantovce       | 556               | 4,61             |
| Dolné Obdokovce        | 1 193             | 10,19            |
| Golianovo              | 1 568             | 10,70            |
| Horné Lefantovce       | 892               | 18,60            |
| Hosťová                | 373               | 4,78             |
| Hruboňovo              | 502               | 11,55            |
| Ivanka pri Nitre       | 2 471             | 14,91            |
| Jarok                  | 1 947             | 22,11            |
| Jelenec                | 2 064             | 27,18            |
| Jelšovce               | 1 008             | 10,44            |
| Kapince                | 187               | 5,84             |
| Klasov                 | 1 318             | 12,23            |
| Kolíňany               | 1 606             | 12,50            |
| Lehota                 | 2 233             | 11,00            |
| Lúčnica nad Žitavou    | 917               | 12,10            |
| Ľudovítová             | 251               | 1,88             |
| Lukáčovce              | 1 142             | 16,84            |
| Lužianky               | 2 890             | 12,43            |
| Malé Chyndice          | 391               | 7,89             |
| Malé Zálužie           | 278               | 5,91             |
| Malý Cetín             | 398               | 5,16             |
| Malý Lapáš             | 714               | 3,22             |
| Melek                  | 453               | 6,20             |
| Mojmírovce             | 2 856             | 19,86            |
| Nitra                  | 78 033            | 100,48           |
| Nitrianske Hrnčiarovce | 1 995             | 9,95             |
| Nová Ves nad Žitavou   | 1 340             | 10,17            |
| Nové Sady              | 1 294             | 17,47            |
| Paňa                   | 370               | 11,26            |
| Podhorany              | 1 095             | 17,71            |
| Pohranice              | 1 077             | 12,09            |
| Poľný Kesov            | 644               | 10,22            |
| Rišňovce               | 2 054             | 18,79            |
| Rumanová               | 831               | 11,66            |
| Svätoplukovo           | 1 331             | 13,90            |
| Štefanovičová          | 327               | 12,40            |
| Štitáre                | 797               | 7,49             |
| Šurianky               | 598               | 10,40            |
| Tajná                  | 283               | 8,48             |
| Telince                | 396               | 6,84             |
| Veľká Dolina           | 677               | 11,69            |
| Veľké Chyndice         | 319               | 5,05             |
| Veľké Zálužie          | 4 159             | 32,10            |
| Veľký Cetín            | 1 591             | 16,87            |
| Veľký Lapáš            | 1 212             | 8,16             |
| Vinodol                | 1 983             | 14,98            |
| Vráble                 | 8 804             | 38,31            |
| Výčapy-Opatovce        | 2 188             | 14,18            |
| Zbehy                  | 2 261             | 19,56            |
| Žirany                 | 1 363             | 15,56            |
| Žitavce                | 373               | 8,29             |